# Jam (アルバム)
jam（ジャム）は、米倉千尋の6thアルバムである。

## 概要
前年はベスト・アルバムのみのリリースだった為、オリジナル・アルバムとしては『apples』以来1年半ぶりとなる。
今作では米倉が全曲作詞を手がけ、また音楽プロデュースにaqua.tが参加。
タイトルが「jam」と言う事もあって、ジャケットの裏表紙にイチゴジャムの写真が掲載。
初回盤のみ「香りつきブックレット」が封入。

## 収録曲
全作詞・特記以外作曲：米倉千尋　特記以外編曲：aqua.t
1. ドルフィン・ソング
2. Butterfly Kiss
  - 作曲：鵜島仁文
  - テレビアニメ「RAVE」オープニングテーマ
3. 陽だまりをつれて
  - テレビ朝日「内村プロデュース」エンディングテーマ
4. 甘い甘い毒
5. 琥珀の揺りかご
  - テレビアニメ「RAVE」エンディングテーマ
6. 濱のメリー
  - 自身の出身地である横浜に実在したメリーさんの事を歌った楽曲である。
7. レンズ越しの宇宙の下で
  - 編曲：T2z+WAKA
8. It's a beautiful day
9. Little Soldier〜album version〜
  - 作曲：佐藤直之　編曲：勝又隆一
10. ライラックの花束を
11. 「あいのうた」〜album version〜